# Hylemera euphrantica
Hylemera euphrantica là một loài bướm đêm trong họ Geometridae.